# Tjilde Bennis
Tjilde Bennis (Stompwijk, 4 oktober 1997) is een Nederlands marathonschaatsster en langebaanschaatsster.
In 2020 startte Bennis op het NK afstanden – massastart, waar ze elfde werd.

## Records

### Persoonlijke records[3]
| Afstand    | Tijd    | Datum            | Baan       |
| ---------- | ------- | ---------------- | ---------- |
| 500 meter  | 44,28   | 31 december 2012 | Heerenveen |
| 1000 meter | 1.27,56 | 31 december 2012 | Heerenveen |
| 1500 meter | 2.11,93 | 21 oktober 2014  | Inzell     |
| 3000 meter | 4.32,44 | 8 januari 2018   | Heerenveen |
| 5000 meter | 7.48,91 | 4 december 2016  | Enschede   |